# 橙腹啄花鸟
橙腹啄花鸟（学名：Dicaeum trigonostigma），是啄花鸟科啄花鸟属的一种，分布于文莱、缅甸、孟加拉国、印度、泰国、印度尼西亚、菲律宾、马来西亚和新加坡。该物种的保护状况被评为无危。
橙腹啄花鸟的平均体重约为6.6克。栖息地包括亚热带或热带的（低地）湿润疏灌丛、亚热带或热带的湿润低地林、耕地、种植园、亚热带或热带的红树林、乡村花园和亚热带或热带的湿润山地林。